# Зекіє-Султан
Зекіє Султан (осман. زکیه سلطان ; «невинна, незаплямована»; 12 січня 1872 — 13 липня 1950) — османська принцеса, дочка султана Абдул-Гаміда II і Бедріфелек Кадин-ефенді.

## Молодість і освіта

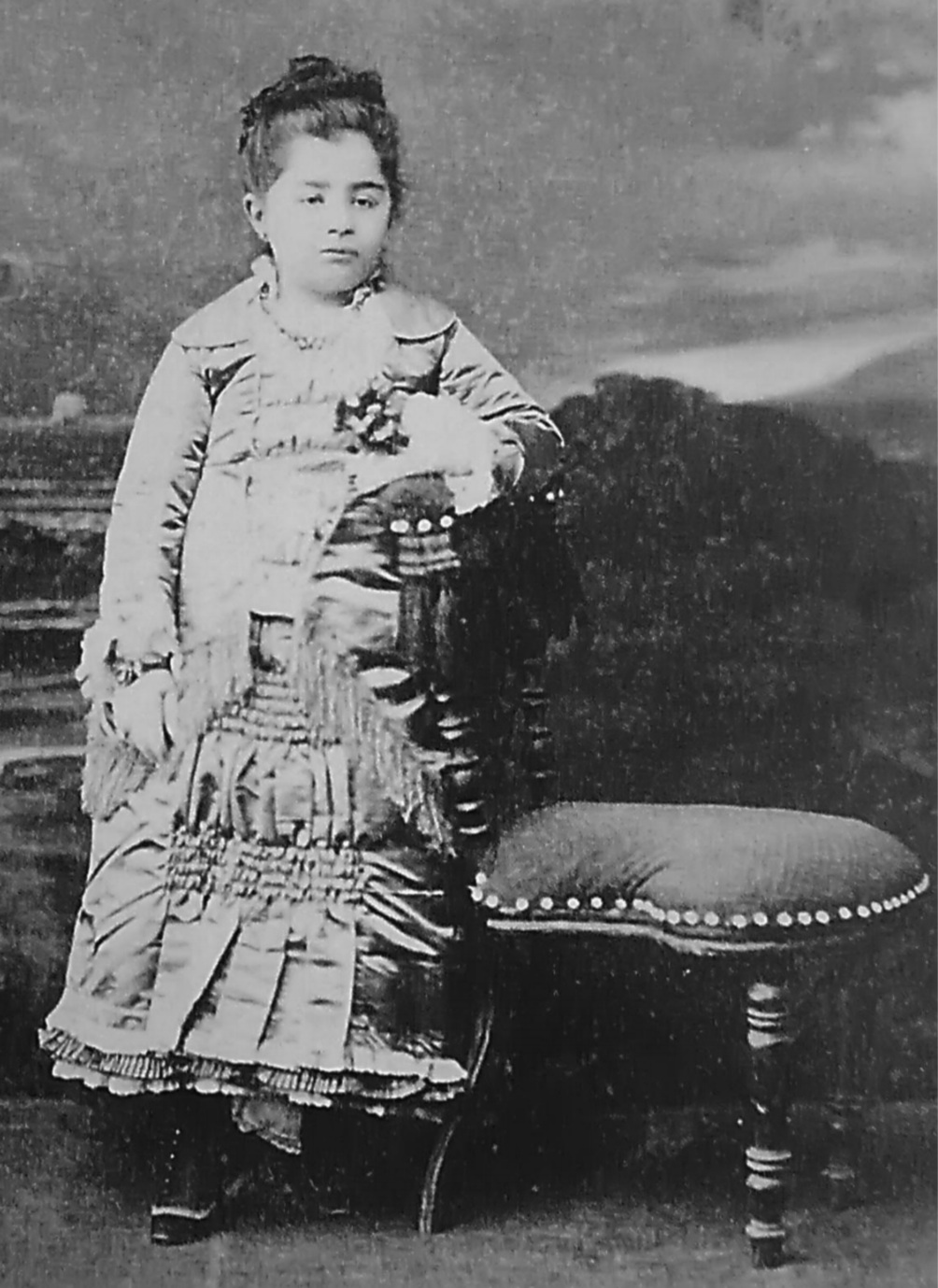
Зекіє-Султан у 1879 році, у віці семи років

Зекіє-Султан народилася 12 січня 1872 року в палаці Долмабахче. Її батьком був Абдул-Гамід II, син Абдул-Меджида I і Тірімуджган Кадин. Її мати була Бедріфелек-Кадин,   дочка принца Мехмеда Карзега. Вона була третьою дитиною, другою дочкою свого батька і другою дитиною своєї матері. У неї було два брати: Шехзаде Мехмед Селім, на два роки старший за неї, і Шехзаде Ахмед Нурі, на шість років молодший за неї. Вона була однією з улюблених дочок Абдул-Гаміда, разом із Найме-Султан та Айше-Султан.
Після вступу на престол Абдул-Гаміда 31 серпня 1876 року імператорська родина залишилася в палаці Долмабахче. У 1877 році Зекіє та інші члени імператорської родини оселилися в палаці Йилдиз після того, як 7 квітня 1877 року туди переїхав Абдул-Гамід. .
Зекіє почала свою освіту в 1879 році, у віці семи років, у павільйоні Іхламур разом зі своїм братом Шехзаде Мехмедом Селімом і дітьми Султана Абдула Азіза, Шехзаде Мехмедом Шевкетом, Есмою-Султан і Шехзаде Мехмедом Сейфеддіном. Вона вивчала географію, Коран і турецьку мову. Вона також читала англійські та французькі книги, її також навчали музики. Спочатку вона здобула музичну освіту у Ломбарді Бея, а після одруження у француженки мадам Авіснад Бавіс. Вона вивчала як турецьку, так і європейську музику.

## Шлюб
У 1887 році Зекіє була заручена з Алі Нуреддіном-пашею, старшим сином Газі Османа-паші та Затіґюль Ханім, жінки, яка раніше була в гаремі султана Абдул-Азіза, У 1889 році, у віці 17 років, її батько подарував їй наряди і влаштував одруження з трьома дочками султана Абдул-Азіза, принцесами Саліхою-Султан, Назіме-Султан і Есмою-Султан. Шлюбний контракт було підписано 15 березня 1889 року в палаці Їилдиз. Заступником Зекіє був Мехмед Явар-ага, а свідком — Мехмед Чевхер-ага. Заступником Алі Нуреддіна був великий візир Мехмед Каміль-паша. Весілля відбулося 20 квітня 1889 року в палаці Їлдиз.
За турецькою традиціїєю після шлюбу принцесам виділяли палаци. Зекіє був виділений палац Ортакьой. Колись цей палац належав її тітці Медісі-Султан, зведеній сестрі її батька, де вона проживала зі своїм першим чоловіком. На другий день після весілля Зекія переїхала до палацу Ортакьой, де служили 80 чоловіків і 80 жінок. У 1898 році молодший брат Алі Нуреддіна, Мехмед Кемаледдін-паша, одружився з її молодшою зведеною сестрою Найме-Султан. Її палац був побудований поруч із палацом Зекіє, і дві будівлі стали називатися «Маєтками-близнюками».
У них було дві дочки: Ульвіє Шукріє Ханімсултан 1890 року народження, яка померла у віці близько трьох років 23 лютого 1893 року, і Фатьма-Аліє Ханімсултан 1891 року народження. Фатьма-Аліє у 1911 році стала дружиною Мехмеда Мухсіна Єгена, члена єгипетської родини Єгенів. Подружжя мало двох синів: Османа Хайдер-бея, який народився 5 вересня 1912 року, і Саліха Зекі-бея, який народився 4 вересня 1921 року. Від них у Зекіє була правнучка Фатьма Ясемін-Єген (нар. 18 вересня 1973) і правнук Мухсін Осман-Єген (нар. 14 грудня 1977).
Зекіє-Султан і Алі Нуреддін-паша поважали музику, і в своєму маєтку вона грала на піаніно. Вона також цікавилася мистецтвом. Протягом місяця Рамадан вона годувала бідних і надавала їм фінансову допомогу. Також Зекіє вручила подарунки гостям, які прийшли на іфтар. Вона брала участь у різних благодійних кампаніях, що зробило її відомою як сприйнятливу та доброзичливу принцесу. Ходили чутки, що Нуреддін-паша зустрів красиву гречанку біля Бон-Марше в Бейоглу, і що вона пізніше стала його коханкою. Чутки дійшли до Абдул-Гаміда II, який закликав Зекіє-Султан розлучитися з чоловіком, але вона відмовилася. Мабуть, через деякий час гречанку вбили люди султана.

## Вигнання і смерть

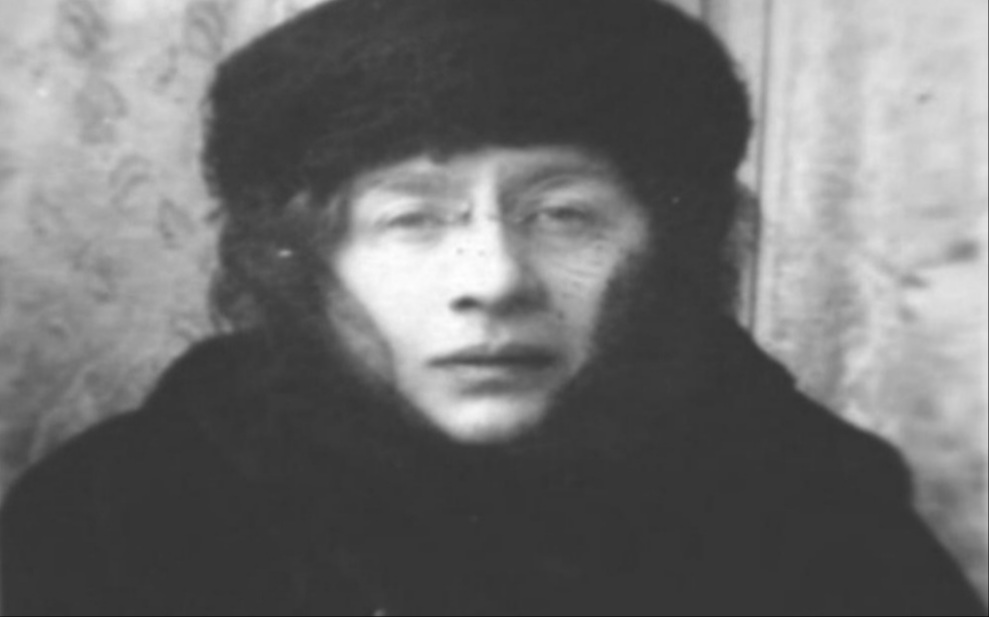
Зекіє-Султан у старості

Під час вигнання імператорської сім'ї в березні 1924 року Зекіє та її сім'я, включаючи чоловіка, доньку та онуків, оселилися в По, Атлантичні Піренеї, Франція, де вся родина жила в одному номері в готелі, за який вони ніколи не платили, оскільки Пашаг був онуком Газі Османа Паші. Її мати вирішила залишитися в Туреччині, у своєму маєтку в Серенцебеї, де вона померла в 1930 році.
За словами Неслішах-Султан, вона була пухкою, майже не виходила з дому й втратила більшу частину волосся. Вона одягалася й носила світлу перуку. В останні роки Зекіє збирала мініатюрних тварин, кіз, квіти, а також їла багато солодкого.
Зекіє Султан померла 13 липня 1950 року в По, Атлантичні Піренеї, Франція, у віці сімдесяти восьми років, і була там похована. Її чоловік пережив її на два роки і помер у 1952 році.

## Нагороди
- Орден Дому Османа[26]
- Орден Меджіді, прикрашений коштовностями[26]
- Орден Благодійності 1-го ступеня[26]

## Діти
| Ім'я                                                    | Народження                                              | Смерть                                                  | Примітки                                                                                                 |
| Алі Нуреддін-паша (одружений 20 квітня 1889; 1867—1953) | Алі Нуреддін-паша (одружений 20 квітня 1889; 1867—1953) | Алі Нуреддін-паша (одружений 20 квітня 1889; 1867—1953) | Алі Нуреддін-паша (одружений 20 квітня 1889; 1867—1953)                                                  |
| ------------------------------------------------------- | ------------------------------------------------------- | ------------------------------------------------------- | --- |
| Ульвіє Шукріє Ханім-Султан                              | прибл. 1890 рік                                         | Лютий 1893 року                                         | Народилася і померла у дитинстві в палаці Ортакьой; похована на кладовищі Ях'я Ефенді                    |
| Фатьма Аліє Ханім-Султан                                | прибл. 1891 рік                                         | 14 квітня 1972 року                                     | Народилася в палаці Ортакьой; одружена і мала дітей; помер у Стамбулі, похована на кладовищі Ях'я Ефенді |

## У масовій культурі
- У телесеріалі Payitaht: Abdülhamid 2017 року Зекіє Султан грає турецька актриса Туґче Кумрал.[27]

## Походження
|  |                      |  |  |  |  |  |  |  |  |  |  |  |  |  |  |  |
|  | 8. Махмуд II         |  |  |  |  |  |  |  |  |  |  |  |  |  |  |  |
|  |                      |  |  |  |  |  |  |  |  |  |  |  |  |  |  |  |
|  |                      |  |  |  |  |  |  |  |  |  |  |  |  |  |  |  |
|  | 4. Абдул-Меджид I    |  |  |  |  |  |  |  |  |  |  |  |  |  |  |  |
|  |                      |  |  |  |  |  |  |  |  |  |  |  |  |  |  |  |
|  |                      |  |  |  |  |  |  |  |  |  |  |  |  |  |  |  |
|  | 9. Безміялем-Султан  |  |  |  |  |  |  |  |  |  |  |  |  |  |  |  |
|  |                      |  |  |  |  |  |  |  |  |  |  |  |  |  |  |  |
|  |                      |  |  |  |  |  |  |  |  |  |  |  |  |  |  |  |
|  | 2. Абдул-Гамід II    |  |  |  |  |  |  |  |  |  |  |  |  |  |  |  |
|  |                      |  |  |  |  |  |  |  |  |  |  |  |  |  |  |  |
|  |                      |  |  |  |  |  |  |  |  |  |  |  |  |  |  |  |
|  | 5. Тірімуджган-Кадин |  |  |  |  |  |  |  |  |  |  |  |  |  |  |  |
|  |                      |  |  |  |  |  |  |  |  |  |  |  |  |  |  |  |
|  |                      |  |  |  |  |  |  |  |  |  |  |  |  |  |  |  |
|  | 1. Зекіє-Султан      |  |  |  |  |  |  |  |  |  |  |  |  |  |  |  |
|  |                      |  |  |  |  |  |  |  |  |  |  |  |  |  |  |  |
|  |                      |  |  |  |  |  |  |  |  |  |  |  |  |  |  |  |
|  | 6. Мехмед Карзег     |  |  |  |  |  |  |  |  |  |  |  |  |  |  |  |
|  |                      |  |  |  |  |  |  |  |  |  |  |  |  |  |  |  |
|  |                      |  |  |  |  |  |  |  |  |  |  |  |  |  |  |  |
|  | 3. Бедріфелек-Кадин  |  |  |  |  |  |  |  |  |  |  |  |  |  |  |  |
|  |                      |  |  |  |  |  |  |  |  |  |  |  |  |  |  |  |
|  |                      |  |  |  |  |  |  |  |  |  |  |  |  |  |  |  |